# Ultras sur
Ultras sur su navijači Real Madrida. Osnovani su 1980. te su uvijek na južnoj tribini velebnog stadiona Santiago Bernabéua. Često znaju zagrijati atmosferu te pomoći svojoj momčadi u kritičnoj situaciji. Poznati su kao krajnji desničari te su im najmrži navijači Barcelone i Atlético Madrida. Poznati su po ritualu da uvijek u 7. minuti utakmice skandiraju Illa, illa, illa Juanito maravilla tragično preminulom napadaču Reala u automobilskoj nesreći Juanitu. Na utakmicu uvijek nose obilježja iz Francove diktature, keltske i kukaste križeve. Geslo navijača je: Inmortales como el tiempo, inalterables como la historia što bi u prijevodu značilo Besmrtni kao vrijeme, nepromjenjivi kao povijest.
| Real Madrid C.F.      | Real Madrid C.F. |
| --------------------- | --- |
|                       | |
| Klubovi               | Real Madrid • Real Madrid Castilla • Real Madrid C                                                                            |
|                       | |
| Stadioni i kampovi    | Santiago Bernabéu • Stadion Alfreda di Stéfana • Campo de O'Donnell • Campo de Ciudad Lineal • Chamartín • Ciudad Real Madrid |
|                       | |
| Rivalstvo             | El Clásico • El Madrileño |
|                       | |
| Legendarne generacije | Quinta del Buitre • Yé-yé • Galácticosi                                                                                       |
|                       | |
| Mediji                | Real Madrid TV • Hala Madrid                                                                                                  |
|                       | |
| Povezani članci       | Ultras sur • Kup Santiago Bernabéu • trofeji • predsjednici • statistika • himna • La Fabrica                                 |

| Real Madrid C.F.      | Real Madrid C.F. |
| --------------------- | --- |
|                       | |
| Klubovi               | Real Madrid • Real Madrid Castilla • Real Madrid C                                                                            |
|                       | |
| Stadioni i kampovi    | Santiago Bernabéu • Stadion Alfreda di Stéfana • Campo de O'Donnell • Campo de Ciudad Lineal • Chamartín • Ciudad Real Madrid |
|                       | |
| Rivalstvo             | El Clásico • El Madrileño |
|                       | |
| Legendarne generacije | Quinta del Buitre • Yé-yé • Galácticosi                                                                                       |
|                       | |
| Mediji                | Real Madrid TV • Hala Madrid                                                                                                  |
|                       | |
| Povezani članci       | Ultras sur • Kup Santiago Bernabéu • trofeji • predsjednici • statistika • himna • La Fabrica                                 |